# Parochodaeus inarmatus
Parochodaeus inarmatus es una especie de coleóptero de la familia Ochodaeidae.

## Distribución geográfica
Habita en Arizona y Texas en  (Estados Unidos).